# بوبي إي. دينتون
بوبي إي. دينتون (بالإنجليزية: Bobby E. Denton)‏ هو مغني وسياسي أمريكي، ولد في 13 أغسطس 1938 في شيروكي في الولايات المتحدة. حزبياً، نشط في الحزب الديمقراطي.

## وصلات خارجية
- الموقع الرسمي